# Rumian kropkowany
Rumian kropkowany (Anthemis punctata) – gatunek rośliny wieloletniej należący do rodziny astrowatych. Występuje w zachodniej części obszaru śródziemnomorskiego.

## Morfologia
ŁodygaRozgałęziona, o białoszarawym owłosieniu.
LiścieOgruczolone, 2-3 krotnie pierzastosieczne.
KwiatyZebrane w koszyczki średnicy do 6 cm. Kwiaty języczkowate białe, długości do 2,5 cm.
OwoceObłe niełupki, gładkie lub słabo żeberkowane.

## Zastosowanie
Roślina ozdobna – sadzona w parkach, uprawiana jako roślina okrywowa, dziczejąca.